# Йосіда Сьоїн
Йо́сіда Сьо́їн (яп. 吉田松陰, よしだしょういん; 20 вересня 1830 — 21 листопада 1859) — японський політичний діяч, філософ, педагог і стратег середини 19 століття, кінця періоду Едо. Один з теоретиків і духовних провідників реставрації Мейдзі. Вшановується як синтоїстьке божество в токійському Святилищі Ясукуні.

## Біографія
Йосіда Сьоїн народився 20 вересня 1830 року, у селі Мацумото на території Тьосю-хану. Він був другим сином дрібного самурая Суґі Цунеміті, річний дохід якого становив 36 коку. 1834 року 4-літній хлопець став названим сином дядька Йосіди Дайсуке, який мав 57 коку доходу і служив хану як стратег школи Ямаґа. Коли через рік дядько помер, малолітній Сьоїн успадкував його рід і почав пришвидшено вивчати військову теорію, щоб залишитися на дядьковій посаді. Його вчителями були родичі Тамакі Буносін, Ямада Уемон та Ямада Матасуке.
З 1838 року 9-річний Сьоїн почав читати щорічні лекції з військової теорії у ханській школі Мейрікан, а 1840 року, у віці 11 років, проводив читання «Збірника військових повчань» для володаря Тьосю-хану, Морі Такатіки. 1842 року дядько Сьоїна, Тамакі но Бунсін, заснував у селі Мацумото приватну Сільську школу Сьока, яка стала місцем вивчення конфуціанства і військового мистецтва. У ній навчався сам юнак, а також його послідовники. Через два роки шкільної підготовки 15-річний Сьоїн знову виступав з лекціями перед володарем хану і був відзначений нагородою за блискучі знання. 1845 року він опанував основи воєнної школи Наґанума, а 1848 року став наставником ханської школи Мейрікан. Того ж року молодий науковець був призначений ханським військовим інспектором і розпочав реформу системи берегової оборони Тьосю-хану.
1849 року з дозволу ханської влади, Сьоїн здійснив короткотермінове стажування до Кюсю, де познайомився із Міябе Тейдзо, одним із теоретиків і членів антиіноземного руху в Японії. Наступного року, у супроводі володаря Тьосю-хану, 20-літній вчений вирушив до міста Едо, де став одним з найкращих учнів Сакуми Сьодзана. 1851 року Сьоїн вирушив вивчати регіон Тохоку, де познайомився із Аїдзавою Сьосісаєм у Міто, оглянув школу Ніссінкан в Айдзу і копальні Північної Японії. Однак він полишив Тьосю-хан з порушенням місцевого законодавства, не отримавши офіційного документа, тому після повернення додому 1856 року його позбавили статусу самурая і річного доходу. Втім, завдяки приязні ханського володаря йому було видано особливий дозвіл на подорожі Японією на 10-річний термін.
1853 року, у зв'язку з прибуттям ескадри кораблів Меттью Перрі до Японії, Сьоїн загорівся бажанням вивчати військову справу закордоном, щоб набути іноземного досвіду і реформувати власний Тьосю-хан. Однак виїзд японців за межі Японії був заборонений сьоґунатом, а порушення заборони загрожувало смертною карою. Попри це, того ж року молодий вчений вирушив до Наґасакі, де намагався прокрастися до російського корабля Єфімія Путятіна, але без успіху. Після цього Сьоїн вирушив до Едо і по дорозі відвідав Кіото, де зустрівся з інтелектуалами з різних провінцій.
1854 року ескадра Перрі вдруге прибула до Японії для укладання Японсько-американського договору і 25-літній Сьоїн знову спробував пробратися на іноземне судно. Проте і цього разу спроба була невдалою, і він був змушений здатися урядовцям. Початково Сьоїна утримували у тюрмі міста Едо, у кварталі Темма, а потім відправили до Тьосю-хану і посадили у в'язниці Нома. У ній він упорядкував «Записи арештанта», у яких виклав мотиви своїх намагань потрапити за кордон.
1856 року уряд Тьосю-хану визволив Сьоїна з в'язниці й передав під домашній арешт родичам. Йому дозволили відкрити власну школу і набирати учнів. Згодом ця школа об'єдналася із Сільською школа Сьока, що була заснована дядьком вченого, а сам Сьоїн став її директором. У ній він виховав цілу плеяду японських політичних діячів, які здійснили реставрацію Мейдзі: Кідо Такайосі, Такасуґі Сінсаку, Іто Хіробумі, Ямаґату Арітомо, Кусаку Ґендзуя, Йосіду Томасіро, Маебару Іссея та інших.
1858 року, не дочекавшись дозволу Імператора, сьоґунат уклав Японсько-американський договір про співробітництво і торгівлю, що викликало гостру критику японських інтелектуалів, і Сьоїна зокрема. Останній сформував кровну спілку із 17 однодумцями з Тьосю-хану і задумав убити Манабе Акікацу, високопосадовця, який відповідав за укладання договору. Сьоїн таємно звернувся по допомогу до ханської адміністрації, серед якої були сильні антисьоґунатівські настрої, але вона перелякалася радикалізму вченого і повторного ув'язнила його. Тоді для реалізації вбивства він спробував залучити своїх однодумців зі спілки та учнів, але їх також арештували й кинули у тюрму.
1859 року сьоґунат розпочав репресії проти політичної опозиції та наказав Тьосю-хану видати Сьоїна. Він прибув до Едо 21 листопада 1859 року і після допиту був скараний на горло. Перед смертю, під час перебування у камері, Сьоїн встиг скласти «Записи незабутнього духу» для своїх послідовників і «Лист довічної розлуки» для рідні.
Після реставрації Мейдзі, у якій активну участь брали учні Сьоїна, він був проголошений синтоїстським божеством, а на його честь у Токіо спорудили Святилище Сьоїн.

## Вислови
- Батьківське серце турбується за дітей сильніше, ніж дитяче за батьків.
- Той, хто не має прагнення бути «разом із державою», той не людина.
- Шляхетна людина у всіх справах керується мораллю і діє згідно з нею. Ница ж людина у всіх справах керується користю і діє згідно з нею.
- Ница людина соромиться за свій зовнішній вигляд, а шляхетна — внутрішній.
- Людина, яка віддано старається отримавши винагороду, — не рідкість. Але найвідданішою людиною є та, яка продовжує старається отримавши покарання. Справжній самурай пізнається саме в останньому випадку.
- Шляхетного шанують за чесноти, а не за здібності; за поведінку, а не знання.
- Той, хто вчиться для себе, не хоче бути вчителем інших, але ним стає. Той же, хто вчиться для інших і хоче стати їхнім вчителем, навпаки, ніколи ним не стане.
- Краще довіряти людям, ніж сумніватися у них.